# Flugunfall von Superga
Der Flugunfall von Superga (italienisch Tragedia di Superga) war der Flugunfall eines von Lissabon kommenden Flugzeuges des Typs Fiat G.212 am 4. Mai 1949 am Turiner Wallfahrtsberg Superga. Bei dem Unfall starben alle Insassen, darunter die Profimannschaft des Fußballvereins AC Turin, die damals als beste Italiens galt.

## Unfall

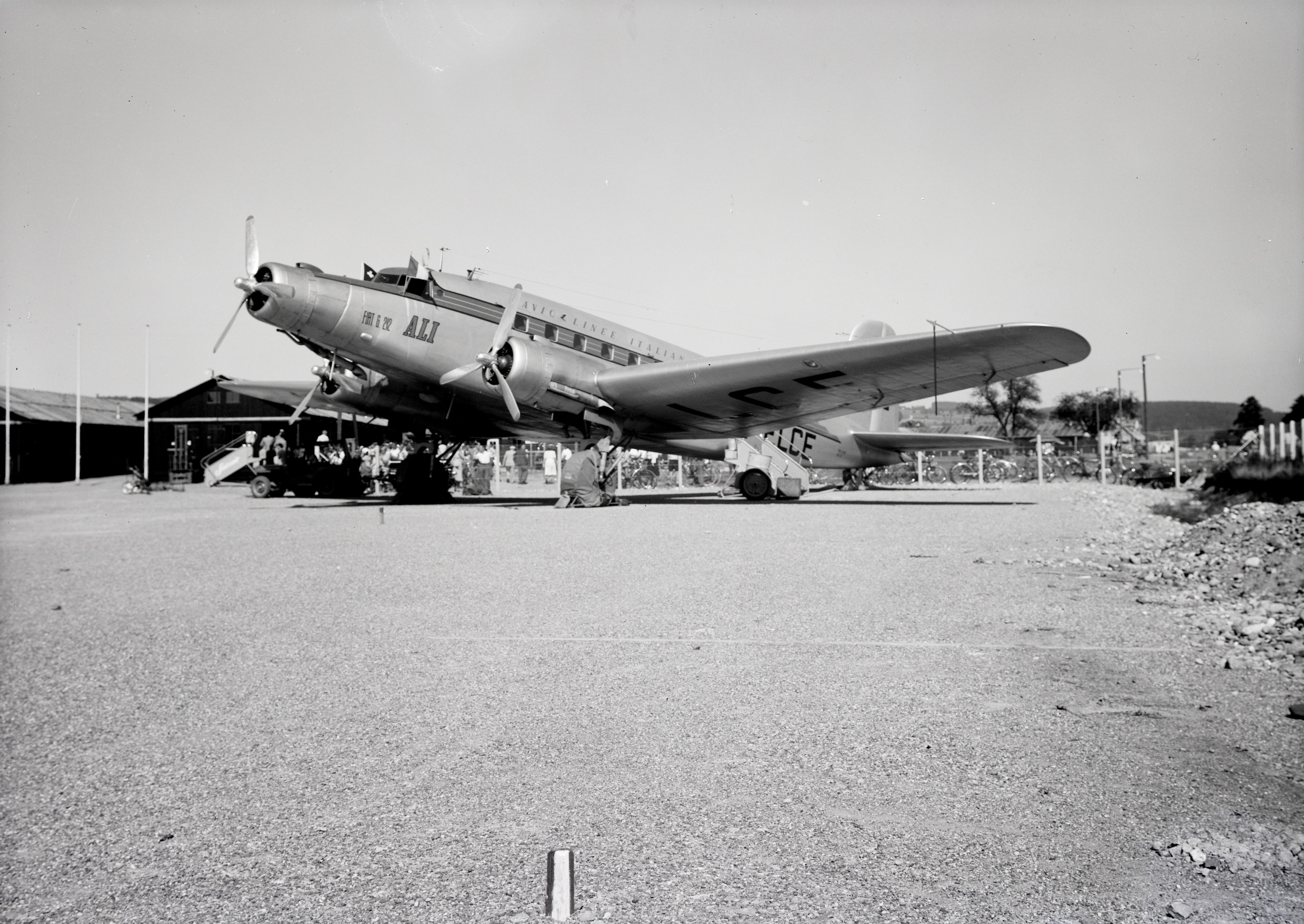
Fiat G.212

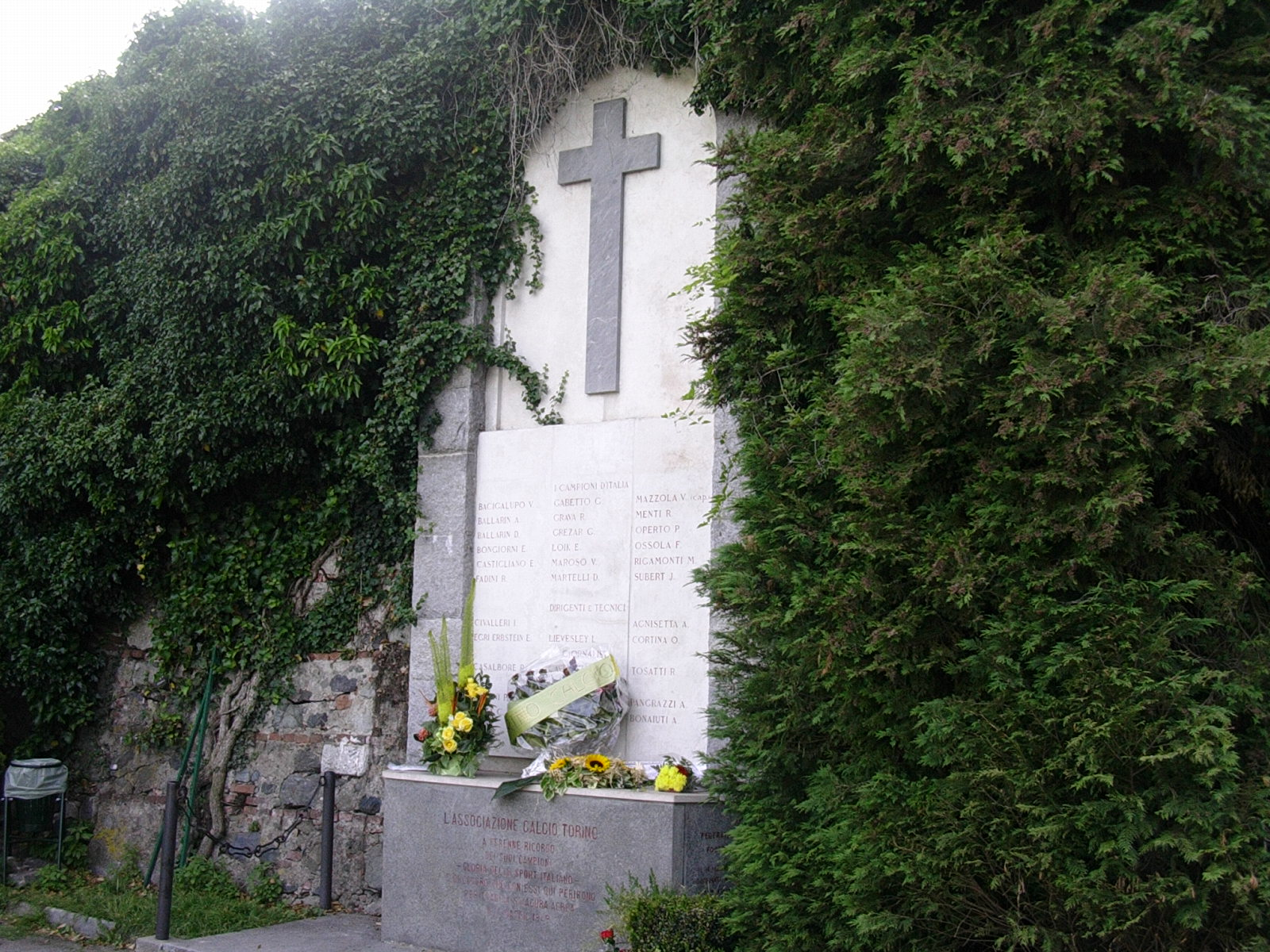
Gedenktafel an die Opfer des Flugunfalls an einer Außenwand der Basilika Superga

Der Heimflug von einem Freundschaftsspiel gegen Benfica Lissabon, zu dem außer Renato Gandolfi, Luigi Giuliano und Sauro Tomà alle Spieler angereist waren, startete in Lissabon um 9:52 Uhr Ortszeit. Nach einer Zwischenlandung zum Auftanken in Barcelona wurde der Flug nach Turin fortgesetzt.
Das Wetter im Großraum Turin war schlecht, die Sichtweite am Flugplatz Turin betrug 1200 m mit einer geschlossenen Wolkendecke in 400 m Höhe. Im Bereich des 675 m hohen Hügels von Superga herrschte dichter Nebel bei einer Sichtweite von 40 m. Über Savona meldete die Cockpitbesatzung eine Flughöhe von 2000 m und begann mit dem Landeanflug auf Turin. Während des Sinkflugs kollidierte die Fiat G.212 gegen 17:05 Uhr mit der Stützmauer eines Erdwalls auf der Rückseite der Basilika von Superga, die auf der Spitze des Hügels steht.
Für den Unfall wurden neben den schlechten Wetterbedingungen eine mangelhafte Flugfunk-Ausstattung und Fehler in der Flugnavigation verantwortlich gemacht.
Die Spieler von Grande Torino wurden in Italien schon zu Lebzeiten als Nationalhelden verehrt. Der Trauerzug durch Turin wurde laut Berichten aus der damaligen Zeit von etwa einer halben Million Menschen begleitet.

## Il Grande Torino
Bei der AC Turin formte sich in den frühen 1940ern ein Team um Größen wie Valentino Mazzola und Aldo Olivieri, das als Grande Torino in die Geschichte einging. Die Turiner gewannen von 1942/43 bis 1948/49 fünf Mal in Folge die italienische Meisterschaft. In den sechs Jahren vor dem Unfall von Superga verlor Grande Torino keines seiner 93 Heimspiele im Stadio Filadelfia. Im Jahre 1947 wurden für ein Länderspiel gegen Ungarn zehn Spieler der AC Turin, dem Heimatverein von Nationaltrainer Vittorio Pozzo, aufgestellt. Der Elfte war der Torhüter Lucidio Sentimenti, der von Juventus Turin kam.
Die AC Turin der 1940er-Jahre zeichnete sich vor allem durch die Einkaufspolitik von Präsident Ferruccio Novo aus. Er verpflichtete zunächst 1941 Romeo Menti und Guglielmo Gabetto, ehe durch den Einkauf des besten italienischen Spielmachers der damaligen Zeit, Valentino Mazzola, und Ezio Loik, einem Mittelfeldspieler, aus einer sehr guten Mannschaft eine schier unschlagbare wurde. Grande Torino spielte meist im WM-System, was damals in Italien noch nahezu unbekannt war. Dies bedeutete, dass aus einer sicheren Abwehr das Mittelfeld schnell überbrückt wurde und durch einen starken Angriff viele Tore erzielt wurden. So kam es dazu, dass die Spieler um Valentino Mazzola in der Saison 1947/48 in 40 Spielen 125 Tore schossen. In der Saison 1948/49 sicherte sich die Mannschaft durch ein 1:1 gegen Bari bereits fünf Spieltage vor Saisonende die Meisterschaft, was den Präsidenten dazu veranlasste, ein Freundschaftsspiel in Lissabon zu vereinbaren.

## Folgen für die AC Turin
Für die AC Turin bedeutete der Tod von Grande Torino auch das Ende der fast ein ganzes Jahrzehnt währenden Erfolgssträhne. 1949 gewann der Club seinen für lange Zeit letzten Meistertitel, nachdem die Saison von der Jugendmannschaft zu Ende gespielt worden war. Beim ersten Heimspiel nach Superga war das Stadio Filadelfia bis auf den letzten Platz gefüllt. Nach der Tragödie von Superga konnte die AC Turin nicht wieder an die erfolgreichen Zeiten in den 1940er Jahren anknüpfen. In der Saison 1958/59 stieg die Mannschaft in die Serie B ab, konnte aber gleich wieder aufsteigen. Die bisher letzte Meisterschaft feierte die AC Turin in der Saison 1975/76. Seitdem pendelt der Verein bis heute zwischen Serie A und Serie B und heißt mittlerweile FC Turin. Die letzten Erfolge waren der Gewinn der Coppa Italia 1992/93 und des Mitropapokals 1991.

## Gedenken
Die Trauerfeier fand am 6. Mai 1949 in Turin statt. Die Einsegnung nahm Kardinal Maurilio Fossati vor, und die italienische Regierung wurde durch Giulio Andreotti (damals Unterstaatssekretär) vertreten.
In der 15. Minute des Fußball-Länderspiels Österreich–Ungarn am 8. Mai 1949 „schaltete der Prager Schiedsrichter Vlcek eine Trauerminute für die beim Flugunfall in Superga ums Leben gekommenen Spieler des FC Turin ein“.
Die Gesamteinnahmen des wenig später ausgetragenen Spiels der österreichischen Nationalmannschaft gegen Italien gingen in der vollen Höhe von 41 Millionen Lire als Spende an die Hinterbliebenen des Unfalls. Trotz der erheblichen Schwächung der Italiener gelang ihnen ein Sieg von 3:1.

## Opfer
| - Valerio Bacigalupo - Aldo Ballarin - Dino Ballarin - Émile Bongiorni - Eusebio Castigliano - Rubens Fadini - Guglielmo Gabetto - Roger Grava - Giuseppe Grezar - Ezio Loik - Virgilio Maroso - Danilo Martelli - Valentino Mazzola - Romeo Menti - Piero Operto - Franco Ossola - Mario Rigamonti - Július Schubert | - Arnaldo Agnisetta (Manager) - Ippolito Civalleri (Manager) - Ernő Erbstein (Technischer Direktor) - Leslie Lievesley (Trainer) - Ottavio Corina (Masseur) - Renato Casalbore - Luigi Cavallero - Renato Tosatti - 4 Crewmitglieder - 1 Dolmetscher |